# Simon Friedli
Simon Friedli (22 luglio 1991) è un bobbista, velocista e ostacolista svizzero.

## Biografia

### Gli inizi nell'atletica
Prima di dedicarsi al bob, Friedli ha praticato l'atletica leggera a livello nazionale nelle discipline veloci e negli ostacoli; partecipò infatti a svariate edizioni dei campionati svizzeri assoluti, detenendo quale miglior risultato un quarto posto ottenuto nei 60 metri ostacoli ai campionati nazionali indoor disputatisi a San Gallo nel 2011; vinse inoltre una medaglia di bronzo a livello nazionale juniores, colta nei 110 metri ostacoli ai campionati nazionali di categoria tenutisi nel 2009 a Bellinzona.

### 2011–2018: la carriera da frenatore
Compete dal 2011 come frenatore per la squadra nazionale elvetica, debuttando in Coppa Europa nella stagione 2011/12. Nelle categorie giovanili ottenne un quarto posto nel bob a quattro ai campionati mondiali juniores di Igls 2012. 
Esordì in Coppa del Mondo il 4 dicembre 2011 a Innsbruck, all'avvio della stagione 2011/12, conquistò il primo podio l'11 gennaio 2015 ad Altenberg (terzo nel bob a quattro) e la sua prima vittoria il 14 febbraio successivo a Soči nel bob a due in coppia con Rico Peter mentre vince la sua prima gara di bob a quattro il 17 dicembre 2016 con Peter, Bror van der Zijde e Thomas Amrhein.
Ha partecipato ai Giochi olimpici invernali di Pyeongchang 2018, piazzandosi all'undicesimo posto nel bob a due e al quarto nel bob a quattro, in entrambe le gare con Rico Peter alla guida della slitta. 
Prese inoltre parte da frenatore a cinque edizioni dei campionati mondiali, vincendo in totale una medaglia di bronzo. Nel dettaglio i suoi risultati nelle prove iridate sono stati, nel bob a due: undicesimo a Sankt Moritz 2013 e sedicesimo a Schönau am Königssee 2017; nel bob a quattro: sesto a Sankt Moritz 2013, sesto a Winterberg 2015, medaglia di bronzo a Igls 2016 con Rico Peter, Bror van Der Zijde e Thomas Amrhein, quindicesimo a Schönau am Königssee 2017 e quinto a Whistler 2019.

### 2018: il passaggio al ruolo di pilota

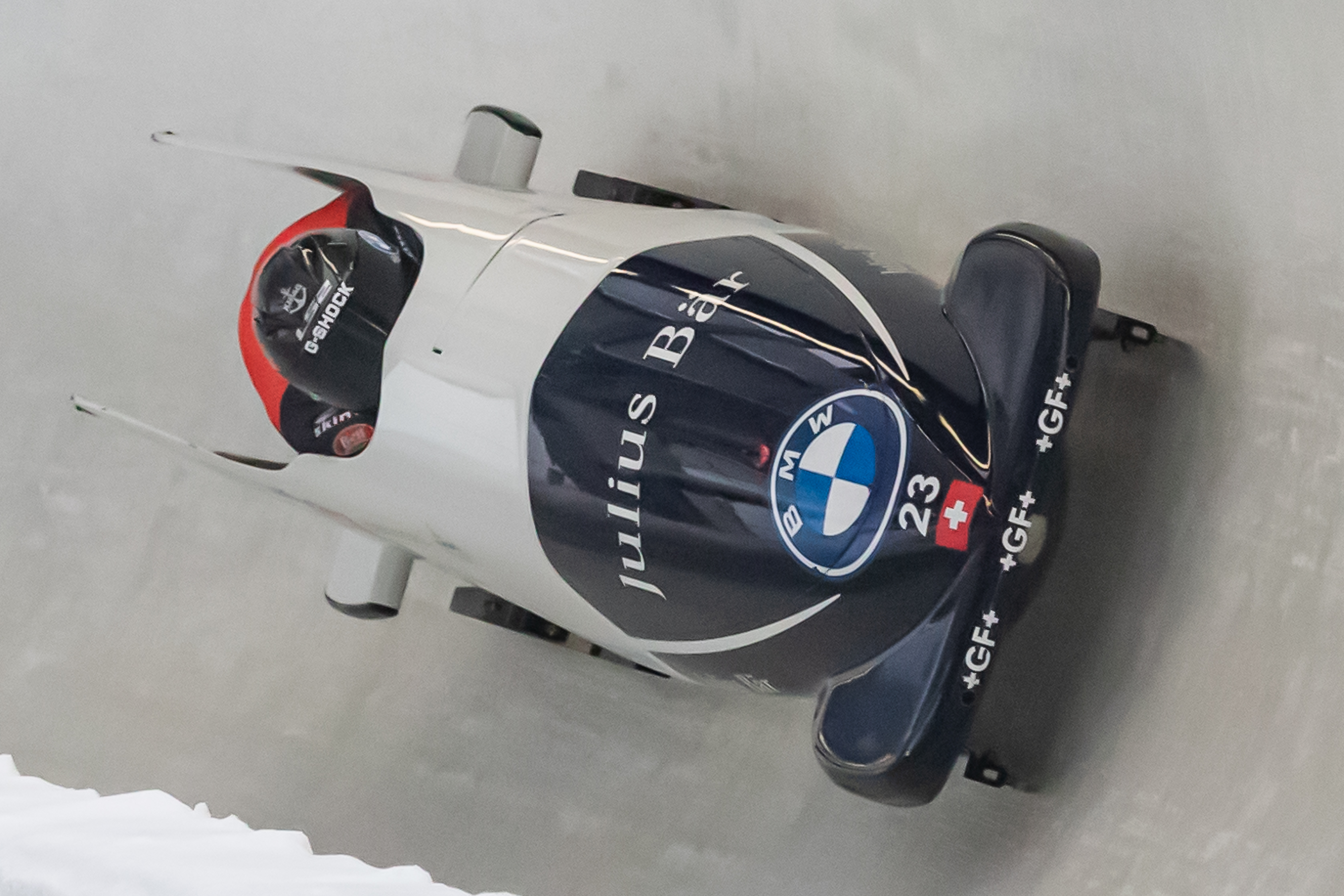
Simon Friedli alla guida del bob a due ai campionati mondiali di Altenberg 2021, dove si piazzò al quarto posto

Nell'inverno del 2018 Friedli iniziò a gareggiare anche nel ruolo di pilota, disputando l'intera stagione 2018/19 della Coppa Europa e piazzandosi secondo nella classifica generale del bob a due al termine della stessa. Debuttò in Coppa del Mondo da pilota il 1º febbraio 2020 a Sankt, sesta tappa della stagione 2019/20, classificandosi ottavo nel bob a due; centrò il suo primo podio da pilota il 16 febbraio 2020 a Sigulda, piazzandosi al secondo posto nel bob a due in coppia con Gregory Jones, risultato che gli valse inoltre la medaglia d'argento ai campionati europei 2020. Detiene quale miglior piazzamento in classifica generale il sesto posto nel bob a due e il quindicesimo nel bob a quattro, entrambi ottenuti nel 2020/21.
Partecipò da pilota a ulteriori due edizioni dei campionati mondiali; nel dettaglio i suoi risultati nelle prove iridate sono stati, nel bob a due: settimo ad Altenberg 2020 e quarto ad Altenberg 2021; nel bob a quattro: nono ad Altenberg 2020 (gareggiando da frenatore), e non partito nella terza manche ad Altenberg 2021.

## Palmarès

### Mondiali
- 1 medaglia:
  - 1 bronzo (bob a quattro a Igls 2016).

### Europei
- 1 medaglia:
  - 1 argento (bob a due a Sigulda 2020).

### Coppa del Mondo
- Miglior piazzamento in classifica generale nel bob a due: 6º nel 2020/21.
- Miglior piazzamento in classifica generale nel bob a quattro: 13º nel 2022/23.
- 9 podi (3 nel bob a due, 6 nel bob a quattro):
  - 2 vittorie (1 nel bob a due, 1 nel bob a quattro);
  - 3 secondi posti (1 nel bob a due, 2 nel bob a quattro).
  - 4 terzi posti (1 nel bob a due, 3 nel bob a quattro).

#### Coppa del Mondo - vittorie
| Data             | Luogo       | Paese       | Disciplina                                                             |
| ---------------- | ----------- | ----------- | ---------------------------------------------------------------------- |
| 14 febbraio 2015 | Soči        | Russia      | a due con Rico Peter (pilota)                                          |
| 17 dicembre 2016 | Lake Placid | Stati Uniti | a quattro con Rico Peter (pilota), Bror van der Zijde e Thomas Amrhein |

### Circuiti minori

#### Coppa Europa
- Miglior piazzamento in classifica generale nel bob a due: 2º nel 2018/19;
- Miglior piazzamento in classifica generale nel bob a quattro: 13º nel 2019/20;
- Miglior piazzamento in classifica generale nella combinata maschile: 7º nel 2018/19 e nel 2019/20;
- 6 podi (4 nel bob a due, 2 nel bob a quattro):
  - 3 vittorie (2 nel bob a due, 1 nel bob a quattro);
  - 2 secondi posti (nel bob a quattro);
  - 1 terzo posto (nel bob a due);

##### Coppa Nordamericana
- 1 podio (nel bob a quattro):
  - 1 terzo posto.